# 트란스니스트리아 교육부
트란스니스트리아 교육부(敎育部, 러시아어: Министерство просвещения Приднестровской Молдавской Республики는 미승인 국가인 트란스니스트리아 정부에서 교육, 과학, 문화, 스포츠, 여행 및 청년근로 관련 사무를 담당하는 정부부처이다. 1991년 3월 12일 트란스니스트리아 최고 소비에트에 의해 설치되었으며, 2000년 7월 25일 현재의 명칭으로 되었다.

## 역대 장관
| 역대 | 이름                                                | 사진 | 취임일자         | 퇴임일자         |
| ---- | --------------------------------------------------- | ---- | ---------------- | ---------------- |
| 1    | 게오르기 가이다르지 Георгий Харлампиевич Гайдаржи   |      | 1995년 8월       | 2000년 7월       |
| 2    | 옐레나 보메시코 Елена Васильевна Бомешко            |      | 2000년 7월       | 2007년 2월       |
| 3    | 마리야 파셴코 Мария Рафаиловна Пащенко              |      | 2007년 2월       | 2012년 1월 24일  |
| 4    | 나탈리야 니키포로바 Наталья Григорьевна Никифорова  |      | 2012년 1월 24일  | 2012년 3월 29일  |
| 5    | 스베틀라나 파데예바 Светлана Ивановна Фадеева       |      | 2012년 3월 29일  | 2015년 3월       |
| 6    | 이리나 카하놉스카야 Ирина Филипповна Кахановская    |      | 2015년 3월       | 2015년 8월       |
| 7    | 타티야나 치빈스카야 Татьяна Владимировна Цивинская  |      | 2015년 8월       | 2016년 12월 30일 |
| 8    | 타티야나 로기노바 Татьяна Геннадьевна Логинова      |      | 2016년 12월 30일 | 2019년 11월 13일 |
| 9    | 알라 니콜류크 Алла Николаевна Николюк               |      | 2019년 12월 23일 | 2022년 1월 13일  |
| 10   | 스베틀라나 이바니시나 Светлана Николаевна Иванишина |      | 2022년 1월 14일  | 현직             |